# Praina rufisigna
Praina rufisigna là một loài bướm đêm trong họ Noctuidae.